# 前綫 (1996年)
前綫（英語：The Frontier）是一個香港政治組織，成立於1996年8月26日，於2008年11月一次會員大會通過和民主黨合併。

## 發展史

### 成立初期
前綫組成時，主要以五位當時的立法局議員：劉慧卿、李卓人、劉千石、梁耀忠及黃錢其濂為號召。何秀蘭是首任執行委員會召集人，當時會址位於中環，並定立四大綱領為：爭取普選、捍衛人權、全民制憲、維護法治。
創會時定位為一個非政黨的參政團體，成員來自各界，包括商業金融界（如曾任製衣買手的何秀蘭、證券行董事藺常念）、政界（時任屯門區議員的陳立信、黃大仙區議員羅照輝等）以及基層勞工（職工盟的劉千石、李卓人、蔡耀昌及街坊工友服務處的梁耀忠等）、學界（如前學聯副秘書長曾國豐、前學聯常委會主席陳小萍等），部份前綫為前蟻聯成員，包括羅沃啟及政府前高官黃錢其濂。當時有政界中人認為，這是一個有希望的跨階層新興政治團體。

### 劉千石雙重黨籍事件(2000年)
本身具有民主黨黨籍的立法會議員兼香港職工會聯盟會長劉千石，因加盟前綫，而民主黨黨章規定黨員不具有雙重黨籍，故此將之紀律處分，劉千石被民主黨革除了黨籍。這個事件成為了民主黨內訌的原因之一，對前綫影響較少，但劉千石在事後亦退出前綫運作。

### 民主黨少壯派入會潮

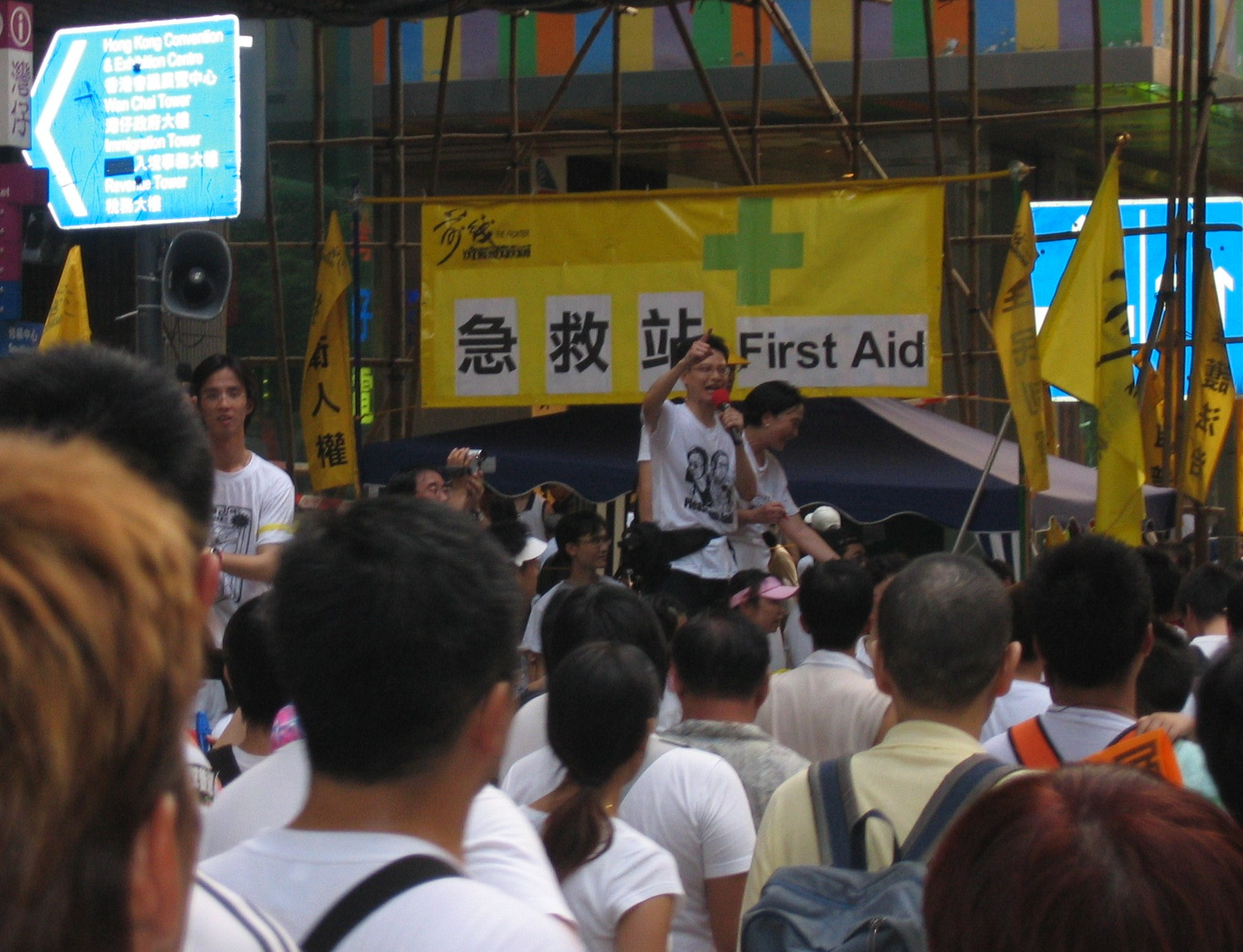
2004年七一遊行。前綫。柯耀林，陶君行，劉慧卿。陶君行的裇衫反映了2004年「名咀」鄭經翰、黃毓民受政治壓力「封咪」。

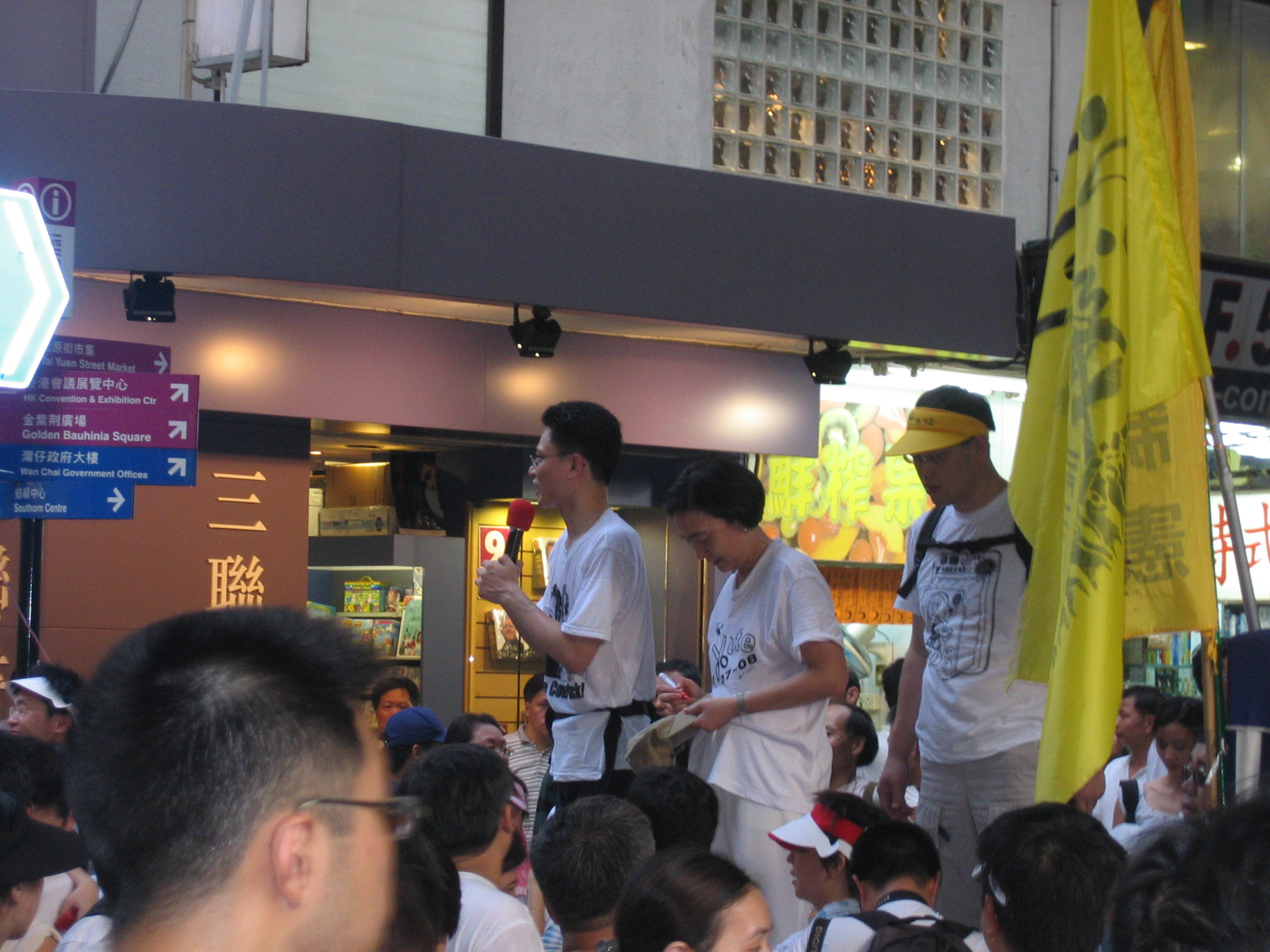
2004年七一遊行。前綫。陶君行，劉慧卿。前綫直幡寫著「全民制憲」，代表不滿意香港人無法參制訂、無法修改《基本法》。

民主黨少壯派投靠潮被認為對前綫的影響較深遠。2002年4月，由原民主黨少壯派人馬以及不滿馮檢基、廖成利、羅祥國及莫應帆四人參加臨時立法會的民協成員所組成之「社會民主論壇」（前稱社會民主陣線，此組織是由一班前民協成員不滿民協加入臨時立法會，而於1996年11月退出民協後成立）宣佈停止運作，大部份成員如陶君行、陳國樑、馮智活、林森成、梁永權、徐百弟、符偉樂、劉山青、黃仲棋等合共五十人加入前綫。當時政界中人認為，這會壯大前綫的根基。但後來有前綫退會成員則指出，此亦令前綫分成兩派，分別是創會成員派與前民主黨少壯派。據《太陽報》報導，何秀蘭曾在一公開場合對記者表示，不續會前綫之原因之一，包括不認同陶君行的處事手法。
據前綫資深會員透露，兩派甚或達至水火不容之階段。例如在提名參選各級會議的大會中，兩派往往發動人海戰術牽制對方，發動會眾反對另一派提名。
在2004年的立法會選舉年，創會會員派曾提名劉家儀跟隨劉慧卿出戰新界東直選立法會選舉，卻在會員大會中被否決。劉家儀一事令部分執委對前綫心灰意冷。包括鄭則文、黎榮耀、麥業成等六人不久便辭去執委一職，並淡出會務。有前民主黨少壯派中人後來表示，兩派的對立，直至何秀蘭在2004年香港立法會選舉中落選及領匯事件後才告消失，兩派更在領匯事件中合作。以甄燊港為首的新派系，後因陶君行以領匯事件大造文章而令前綫陷入內訌。

### 領匯事件
報載領匯事件令到前綫內訌趨向檯面化。本身在2004年香港立法會選舉中，與鄭經翰合組名單參選、信奉左翼社會政策的秘書長陶君行，在鄭經翰等立法會議員阻止政府賤賣資產以及領匯上市等事件上，扮演積極角色，引起前綫內部部份支持自由市場經濟的會員不滿。在領匯上市負責編輯的執委甄燊港，更屢次被陶君行指為有利益衝突。據《東週刊》報導，前綫在一次為慶祝劉慧卿生日的聯歡派對上，甄燊港更大鬧陶君行「厚顏無恥」，令派對不歡而散。據《東週刊》的多次報導，前綫曾召開會員大會討論領匯，據悉前綫內部其實沒有明確取態，支持抑或反對領匯上市，而召集人劉慧卿更聲稱，曾在立法會會議中，表示支持領匯上市；然而，甄燊港從頭到尾都贊成領匯上市。不過，2004年年底，甄桑港曾與鄭宇碩、梁國雄、孔令瑜、馮智活、甄燊港、馬龍、劉山青、曾建成、陸杰等社會人士共同刊登廣告支持司法複核以阻攔領匯上市，批評領匯上市是「賣公產殺雞取卵」，批評領匯上市普遍影響低收入階層，人數多達二、三百萬。《東週刊》報導成疑。

### 九龍東樁腳反面、七一遊行及參選行政長官事件
政圈中人流傳，除了領匯事件，多起的風波亦令前綫內訌加劇。首先是九龍東樁腳反面一事。事緣在2004年香港立法會選舉中，鄭經翰在九龍東選區勝出後，部份九龍東地方樁腳（林森成、徐百弟等）不滿鄭經翰並未在觀塘坪石邨開設地區辦公室，因而轉對與鄭經翰一同參選的陶君行並未為其全力爭取權益而不滿。據林森成透露，陶君行要求前綫中人助選，條件之一就是要維持前綫於東九龍的地區工作，包括要求鄭經翰在當選後承接元老司徒華在坪石邨的議員辦事處，以求讓前綫於2007年的區議會選舉再與民建聯一決高下。但後來開設辦事處一事不但束之高閣。而有身為黃大仙區議員的前綫成員指控，陶君行「佢有事就同你稱兄道弟，但你有事佢就當你契弟」，故此要求前綫計劃倒陶。
此外，2005年董建華因病辭職，前綫曾有意派出劉慧卿參選特首，挑戰曾蔭權，表示要透過參與凸顯小圈子選舉的不合理。此舉獲何秀蘭及鄭則文等支持，但此舉未能獲全體執委支持，認為昔日立法會選舉曾高喊爭取普選，今日又藉口要為挑戰小圈子而參選，實為自相矛盾，有今日的我打倒昨日的我之嫌。此事後來因劉慧卿不參選（並支持李永達參選）而作罷。
2005年民間人權陣線發起七一遊行，前線成員甄燊港公開發出反對7.1遊行派發單一的同性戀者單張作為大會單張，並印製一萬支代表同性戀運動的六色彩虹旗作大會旗幟。此立場獲當時前綫司庫蘇恆泰及大部份執委認同。召集人劉慧卿特派遣助理黃子瑋出席民陣會議說明其立場與前綫一致。令民陣不滿及反擊。此舉令前綫成員甚為憤怒，要求前綫退出民陣。據報載，陶君行反對退出，並指民陣是一個集合民間力量的平台，若前線退出，他會以區議員辦事處名義再加入。後來前綫退出民陣一事不了了之。有指陶君行經此事後已認為與前綫難以合作共事，其往後在他主持的「香港人民廣播電台」《風波裡的龍門陣》節目中接連公開批評前綫，並指中共派人滲透前綫搞分化。

### 2005年後

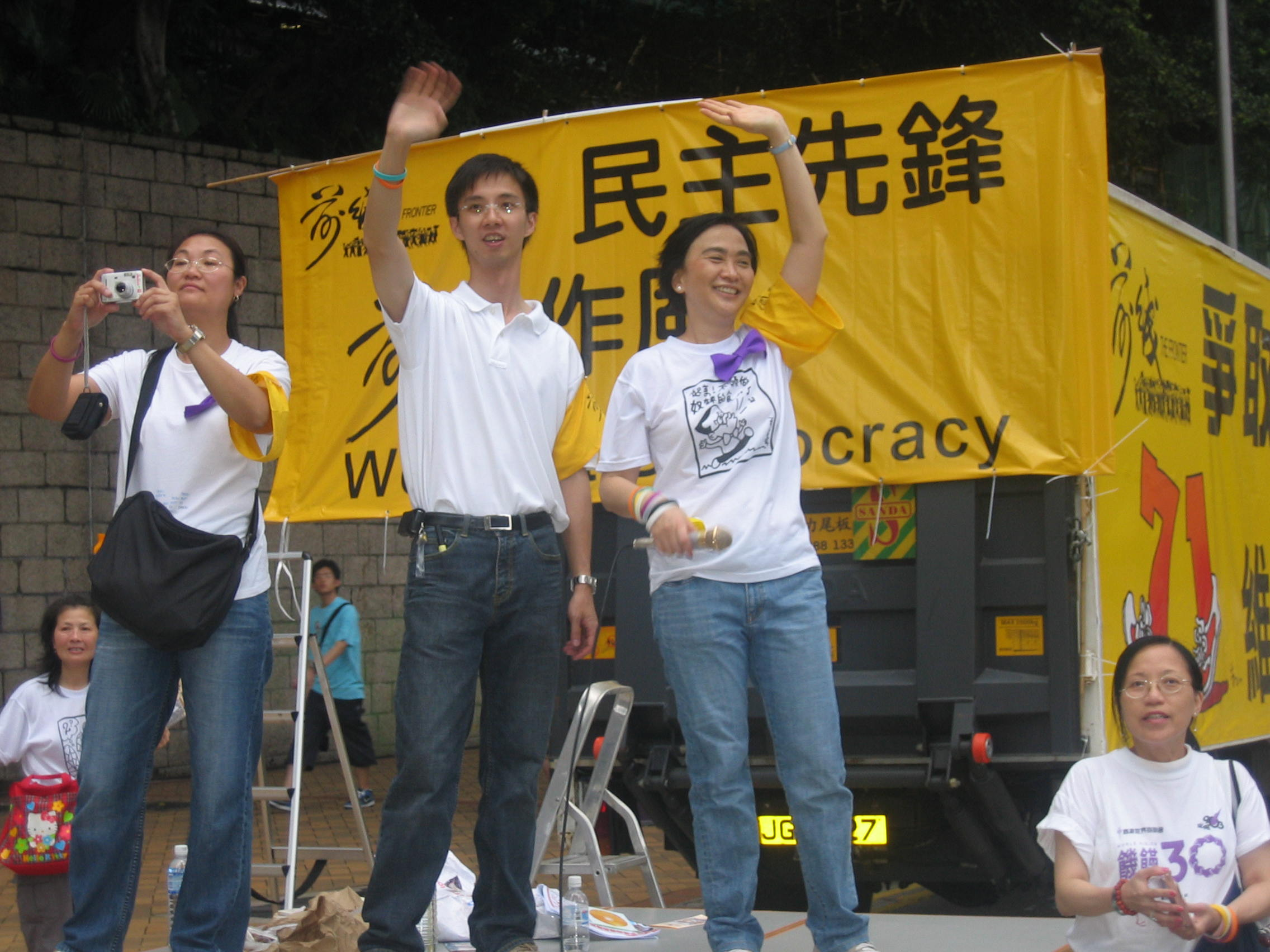
2005年七一遊行。前綫。唐小蘭，柯耀林，劉慧卿。

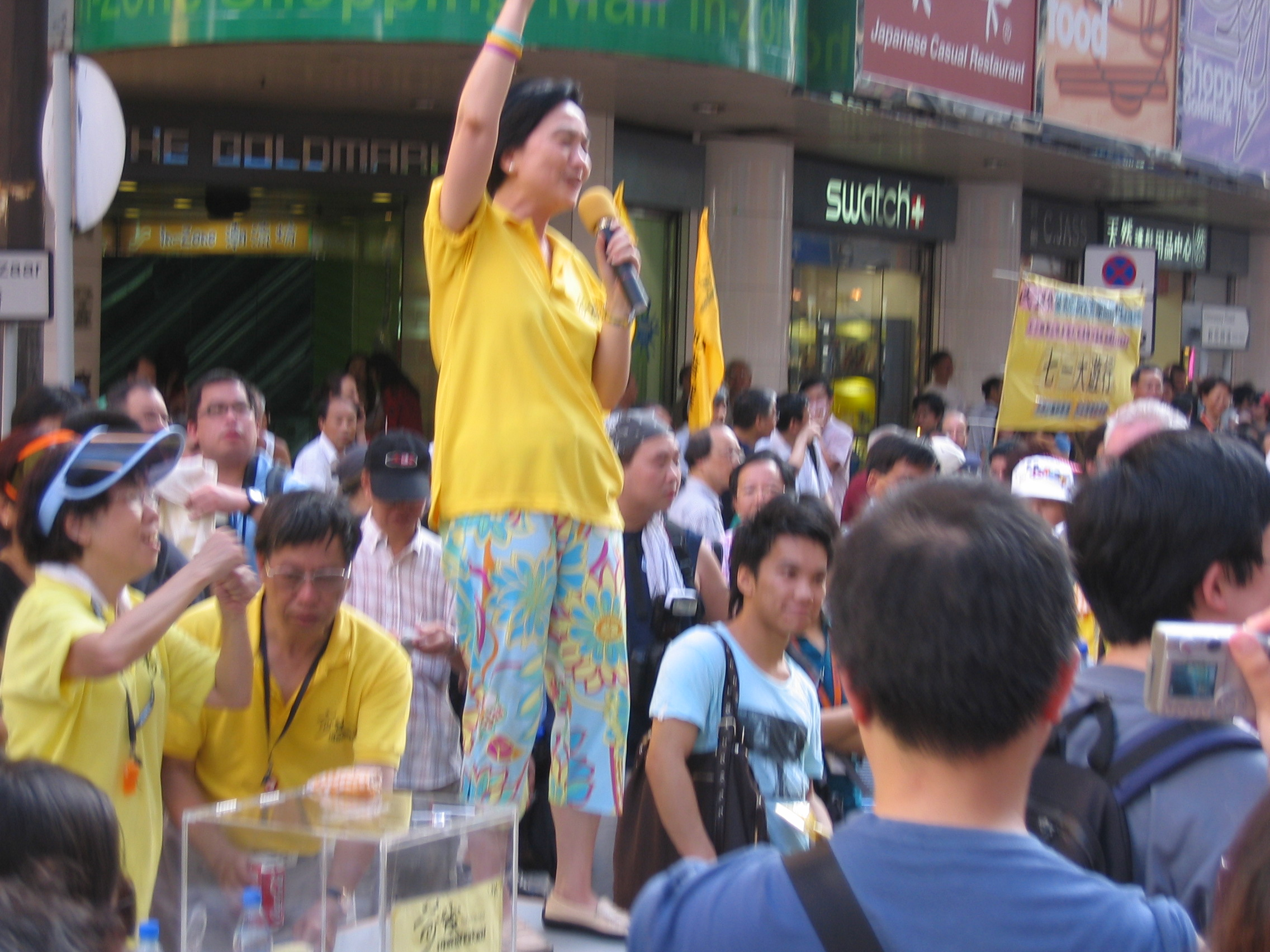
2006年七一遊行。前綫。甄燊港，劉慧卿。

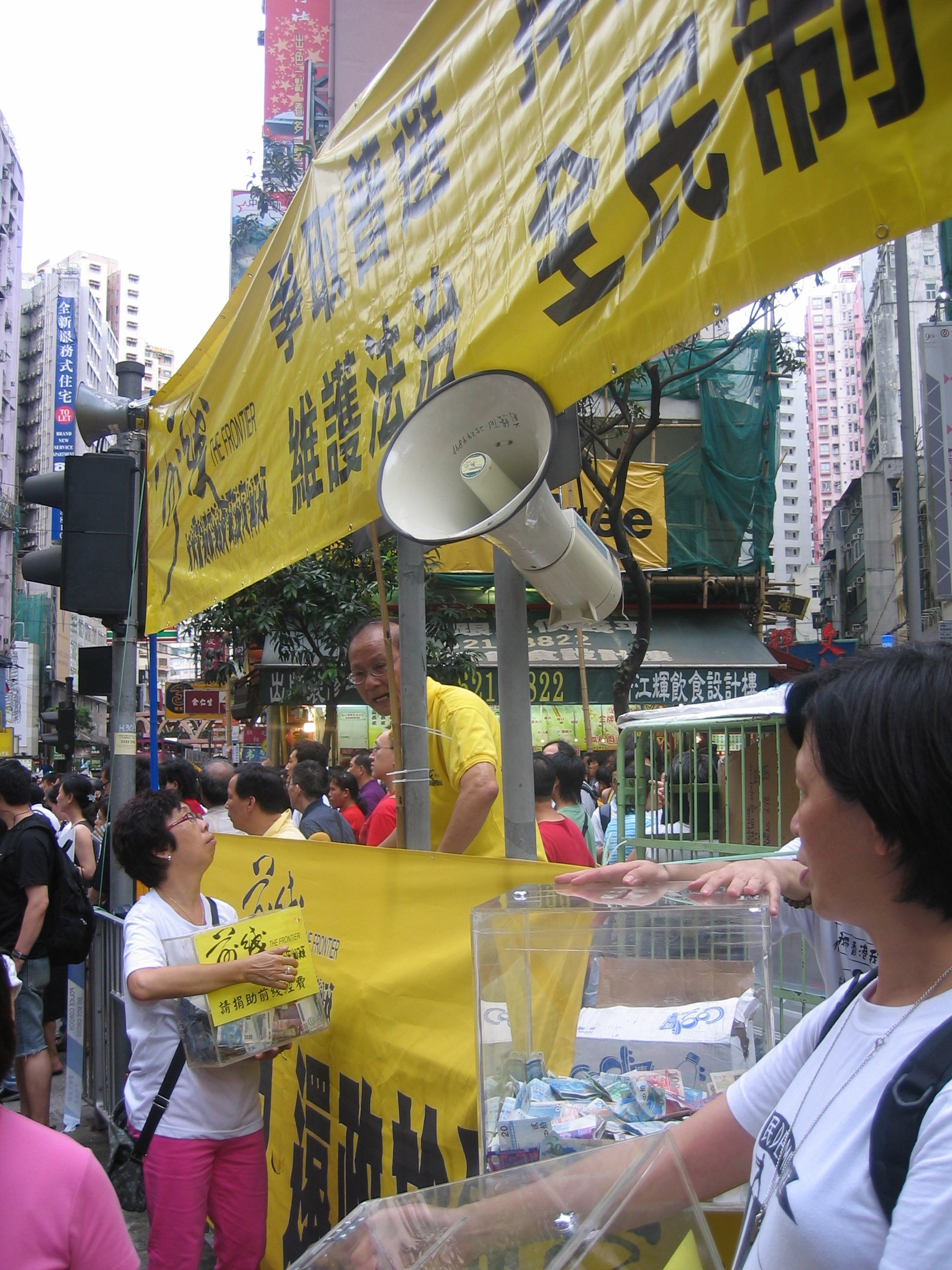
2007年七一。前綫街站，成員林森成。

此時的前綫召集人劉慧卿，被指為泛民主派政党中最反对中国共产党專政的政党之一。成员包括激进民主派成员，以及从民主党中分离出来的少壮派人士。由于前綫的部分成员比較激進，加上現時召集人劉慧卿的鮮明形像，使他們經常受到左派的批评和攻擊。
在2006年一月改選的執委會中，除劉慧卿、林森成、歐湛楷、唐小蘭、徐百弟、盧松柏、柯耀林及甄燊港為連任外，李少玲、李永成、陳之望、徐維奇及譚旭華均為新任。劉慧卿為立法會議員，徐百弟及柯耀林二人為區議員；在領匯事件中有利益衝突的甄燊港當選秘書長；執委陳之望在2005年曾參選台北中國國民黨中央委員。
2004年-2006年度執委之中，陶君行、梁永權、鄭則文、蘇恆泰、劉家儀、葉賜豪、王學今、麥耀祥、麥業成、呂基明、邱建華及黎榮耀均未爭取連任，或已經退出前綫。由於多次的內部震盪，前綫擁有的立法會議席，已由高峰期的五席縮減至劉慧卿的一席（仍有繳交2005年度會費的梁耀忠及李卓人，因分別僅代表街坊工友服務處及香港職工會聯盟參選，不計算在內），全港四百席的區議會直選席次中，前綫現時已縮減至僅有六席（其實在2003年香港區議會選舉中，有不少具有前綫黨籍人士參選而且當選，但選舉過程中並沒有強調前綫會員的身份，這些議員包括：沙田區莫偉雄及蔡耀昌、西貢區柯耀林、葵青區梁耀忠、元朗區麥業成、北區區維坤、黃大仙區黃國桐、觀塘區余秀珍、中西區何秀蘭、及灣仔區鄭其健；據了解以上人士除莫偉雄及柯耀林外，其他已經退出前綫）。
蘋果日報在2006年三月十二日報導指，黃毓民在2006年3月11日舉行的茶會中，不少出席人士是前綫參政會員，包括陶君行、柯耀林等。坊間盛傳，陶君行等人有意另起爐灶，與鄭經翰、黃毓民等人組黨，以基層、左翼路線為主調。在四月十七日宣佈，黃毓民將與陶君行、梁國雄等人成立左翼政治組織社會民主連線。

### 2007年香港區議會選舉
前綫共派出15人區議會選舉，其中莫偉雄以前綫會員，獨立名義角逐，最終只得到3席，成為區議會議席數量最小的政黨。

### 2008年和民主黨合併
2008年10月，前綫、民主黨兩黨作出聲明決定合併。合併決定，民主黨順利完成程序。前綫內部卻出現阻力。
2008年11月23日，前綫舉行特別會員大會，表決是否與民主黨合併，以及解散前綫的決議案。合併前有會員123人，但因會費問題，只有79位有效會員。在會議舉行期間，民主黨主席何俊仁、兩名副主席單仲偕、狄志遠、秘書長張賢登、立法會議員張文光等均有出席，藉以游說前綫會員支持合併的建議，以及解答前綫會員對合併事宜的疑問。經過三個小時的會議後，出席的五十四名前綫會員，有五十一名會員投票，當中有三十四票贊成合併、十五票反對、一票棄權及一票廢票，通過合併。此外，五十四名的會員投票表決是否解散前綫的決議，當中有四十一票贊成、十二票反對、一票廢票；不過有關決議，未能提得按前綫會章規定，需要五分之四的會員支持，因此被否決。
會後，劉慧卿指出，她與九名前綫執委將會加入民主黨，而前綫的執委會亦會總辭；鑑於民主黨並不接受兩重黨籍，劉慧卿希望支持保留前綫會員，能夠按會章盡快籌組新的執委會領導前綫。至2008年12月，主要成員合併至民主黨。然而，前綫始終卻無法通過解散，劉慧卿、柯耀林他們改為閣置重組執委會，凍結前綫。

### 或再次獨立成黨
自加入民主黨後，大部份前綫成員仍活躍於民主黨新界東支部（外界稱為「前綫系」）。隨著劉慧卿於2012年當選民主黨主席，「前綫系」民主黨成員於黨內影響力大大增加。每屆領導層中，皆有「前綫系」成員當選民主黨正、副主席，包括2012年至2016年的主席劉慧卿、2012至2014年的副主席蔡耀昌及2016年至2018年的副主席李永成。然而，隨著劉慧卿於2016年放棄連任立法會議員，並支持林卓廷接棒，沒有支持任何「前綫系」黨員參選，令他們感心灰意冷。另外，由於林卓廷處理新界東支部人事問題上不力，與「前綫系」成員經常引起磨擦。最終導致59名黨員，於2018年12月正式退出民主黨，大部份黨員均為當年跟隨前綫加入民主黨的成員。

## 前綫的新時代

### 2009、2010年
前召集人劉慧卿帶領嫡系支持者併入民主黨以後，前召集人甄燊港、執委唐小蘭，與部份社運人士，尤其那些早年脫離民主黨、改投前綫的少壯派成員拒絕重返民主黨，堅決保留前綫。此時會員人數減少越半，失去唯一的立法會議員，在政壇的影響力已大不如前。其時，前綫被稱為「名存實亡」。2010年6月底，民主黨倒戈，投票通過「政改方案」。投贊成票的民主黨議員包括從前的前綫召集人劉慧卿。此舉引起仍然留在前綫的會員極度憤怒。自此，狙擊民主黨成為了前綫重生之後的目標，鋪下了之後發動「票債票償」運動、加盟人民力量之路。

## 成員

### 區議會議員(2007年至2011年)
與民主黨合併前，以前綫組織名義參選而成為議員包括：
| 區議會   | 代號 | 選區   | 姓名   | 備註                                                                     |
| -------- | ---- | ------ | ------ | ------------------------------------------------------------------------ |
| 黃大仙區 | H23  | 彩雲西 | 徐百弟 | 曾任民主黨中央委員，2011年連任區議會失敗。                               |
| 西貢區   | Q23  | 廣明   | 柯耀林 | 曾任民主黨中央常務委員，2011年連任區議會失敗，不過在2019年成功重返議會。 |
| 沙田區   | R30  | 恆安   | 鄭則文 | 唯一從前綫過檔至民主黨仍成功連任區議會的議員                             |

### 立法會議員(2008年至2012年)
| 選區   | 姓名   | 備註                                                                                              |
| ------ | ------ | ------------------------------------------------------------------------------------------------- |
| 新界東 | 劉慧卿 | 以前綫名義出選立法會，及後曾獲選民主黨主席                                                        |
| 新界西 | 李卓人 | 本是前綫會員，惟向來以職工盟名義出選立法會， 並未於合併中加入民主黨，於前綫重新成立之後亦未加入。 |
| 新界西 | 梁耀忠 | 本是前綫會員，惟向來以街工名義出選立法會， 並未於合併中加入民主黨，於前綫重新成立之後亦未加入。   |

## 已退黨及其他著名成員
- 陶君行（前任秘書長，前黃大仙區區議員，轉投社民連）
- 劉山青（著名中國民運人士，已轉投社民連）
- 黃國桐（前黃大仙區區議員，現任九龍城區區議員，曾轉投社民連，加入民主黨，現已退出）
- 李卓人（新界西立法會議員，至今仍是前綫成員，但以職工盟名義參選，現加入工黨）
- 劉千石（前立法會議員，職工盟會長，已退出，後再投奔建制派）
- 梁耀忠（前新界西立法會議員，前葵青區區議員，以街工名義參選）
- 何秀蘭（港島立法會議員，已退出並成立公民起動兼召集人，現加入工黨）
- 曾國豐（曾任梁耀忠及何秀蘭助理，轉投公民黨並曾擔任政策總幹事）
- 陳小萍（前學聯秘書長，灣仔區區議員，已轉投公民起動，現加入工黨）
- 鄭其健（前灣仔區區議員，已轉投公民起動）
- 黃錢其濂（前立法局議員，已退出，現加入新民黨）
- 麥業成（前元朗區區議員，已退出，曾轉投社民連，再轉投人民力量，後創立民主陣線並擔任主席直至解散）
- 羅沃啟（前蟻聯成員，已退出）
- 陳立信（前屯門區區議員，已退出）
- 羅照輝（前黃大仙區區議員，已退出）
- 蔡耀昌（前沙田區區議員，前民主動力召集人，後加入民主黨 ）
- 莫偉雄（前沙田區區議員）
- 區維坤（前北區區議員）
- 余秀珍（前觀塘區議員）
- 藺常念（證券界人士，已退出）
- 林森成（前執委，前觀塘區區議員，前支聯會常委，加入民主黨，後再轉投社民連至今）
- 區鎮樺（前執委，前大埔區區議員，加入民主黨，已退出，其後離世）
- 丁仕元（前沙田區區議員，加入民主黨，現已退出）
- 劉慧卿（前召集人，新界東立法會議員，加入民主黨，現已退出）
- 柯耀林（前秘書長，西貢區區議員，加入民主黨，現已退出）
- 李永成（前執委，前沙田區區議員，加入民主黨，曾為副主席，現已退出）
- 盧松柏（前司庫，加入民主黨，現已退出）
- 徐百弟（前執委，前黃大仙區區議員，前支聯會常委，加入民主黨，現已退出）
- 鄭則文（沙田區區議員，加入民主黨，現已退出）
- 黃國雄 (前沙田區區議員，已退出)

## 外部連結
- 前綫官方網頁
- 劉慧卿柯耀林選舉網站香港不能褪色Keep Hong Kong Shining
- 馮智活網頁有關社民壇集體加入前綫之報導（页面存档备份，存于）
- 社民壇集體加入前綫之新聞稿（页面存档备份，存于）
- 雅虎新聞有關陶君行蘇恆泰等棄選前綫執委之報導